# Entalpia
L'entalpia (simbolitzada H, també anomenada contingut calorífic; del grec thalpein, 'escalfar') és una mesura de l'energia d'un sistema termodinàmic. Inclou l'energia interna, que és l'energia necessària per crear un sistema, i la quantitat d'energia requerida per fer-li lloc desplaçant el seu entorn i per establir el seu volum i pressió.
L'entalpia es defineix per la següent equació:
{\displaystyle H=U+PV\,}
on (totes les unitats en SI)
- {\displaystyle H} és l'entalpia (en joules)
- {\displaystyle U} és l'energia interna del sistema (en joules)
- {\displaystyle P} és la pressió del sistema (en pascals)
- {\displaystyle V} és el volum del sistema (en metres cúbics)

L'entalpia es defineix com una funció d'estat que depèn solament de l'estat d'equilibri actual identificat per les variables energia interna, pressió i volum. És una propietat extensiva. La unitat de mesura de l'entalpia en el Sistema Internacional d'Unitats és el joule (J), però encara s'utilitzen altres unitats històriques com la unitat tèrmica britànica (BTU) i la caloria (cal).

## Història

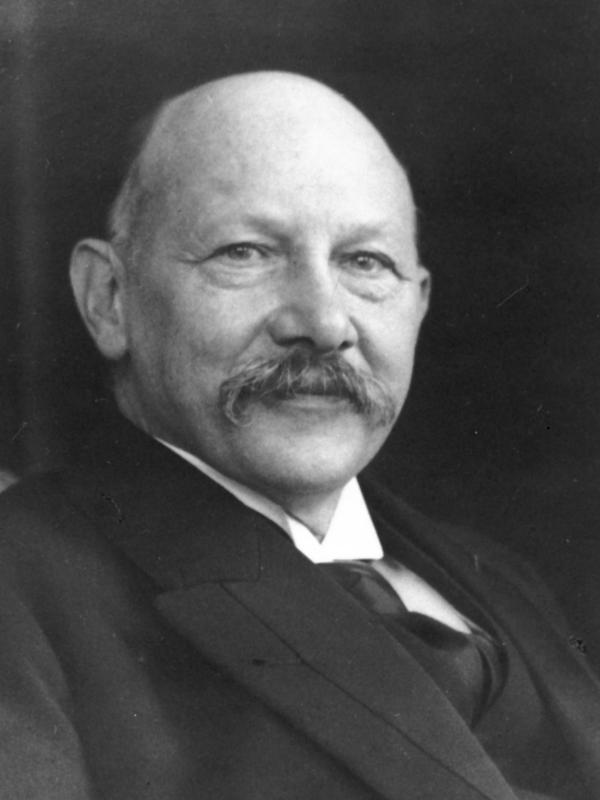
Heike Kamerlingh Onnes (1853–1926)

L'entalpia fou introduïda en la termodinàmica el 1875 per part del físic nord-americà Josiah Williard Gibbs que la definí com la «funció calor a pressió constant» i escriví l'equació: {\textstyle \chi =\varepsilon +pv}, simbolitzant-la, per tant, amb la lletra grega chi {\textstyle \chi }. El 1909 el físic neerlandès Heike Kamerlingh Onnes (1853–1926) donà el nom «entalpia» a aquesta funció definida per Gibbs, del grec εν (en), en, i θαλπος (thalpos), calor, o a partir del mot grec ενθαλπος (enthalpos) escalfar. El 1922 el físic anglès Alfred William Porter (1863–1939), president de la Societat Faraday, proposà simbolitzar-la amb una {\displaystyle H}, a partir de la inicial de calor en anglès («heat»), o la lletra majúscula grega eta {\displaystyle \mathrm {H} }, pronunciada en grec antic com una «e» llarga [e:], d'«entalpia», a elecció del lector.

## Calor a pressió constant
L'entalpia és una funció d'estat que permet calcular la calor que absorbeix o produeix una transformació en un sistema determinat a pressió constant. La calor no és una funció d'estat, per la qual cosa el seu valor en una transformació depèn del camí seguit per arribar a l'estat final des de l'estat inicial. Per contra, l'entalpia és una funció d'estat, el seu valor no depèn del camí seguit, només de l'estat inicial i del final. Per això resulta útil, ja que per determinar-la es poden seguir camins alternatius per arribar a l'estat final que siguin més senzills de dur a la pràctica.
La variació de l'entalpia {\displaystyle \Delta H} entre un estat inicial i un final és
{\displaystyle \Delta H=\Delta U+\Delta (PV)}
Ara hom pot substituir la variació d'energia interna {\displaystyle \Delta U} pel treball {\displaystyle w} més la calor {\displaystyle q}, segons el primer principi de la termodinàmica:
{\displaystyle \Delta H=w+q+\Delta (PV)}

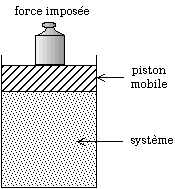

El treball d'expansió s'obté pel producte de la força {\displaystyle F} que fa el sistema i el desplaçament {\displaystyle \Delta x}que aconsegueix en expandir-se. Si el sistema és un gas i s'expandeix hom pot multiplicar i dividir per la superfície de l'èmbol {\displaystyle S} que es desplaça i posar el treball en funció de la pressió del gas {\displaystyle P} i l'increment de volum {\displaystyle \Delta V}:
{\displaystyle w=-F\Delta x=-F{\frac {S}{S}}\Delta x=-P\Delta V}
El treball és negatiu perquè el sistema perd energia en expandir-se. Si aquesta expressió del treball se substitueix a l'expressió obtinguda de la variació d'entalpia, hom obté:
{\displaystyle \Delta H=-P\Delta V+q+\Delta (PV)}
Si la transformació és a pressió constant {\textstyle \Delta (PV)=P\Delta V}. Per tant:
{\displaystyle \Delta H=-P\Delta V+q+P\Delta V}
Quedant:
{\displaystyle \Delta H=q_{P}}
Per tant, la calor intercanviada amb l'entorn en un procés a pressió constant {\textstyle q_{P}} és igual a la variació d'entalpia del sistema {\displaystyle \Delta H}. Malgrat que la deducció es fa per un procés reversible, el resultat també es pot aplicar a processos irreversibles, ja que l'entalpia és una funció d'estat i no depèn del camí seguit, sigui reversible o irreversible.

## Entalpia de reacció

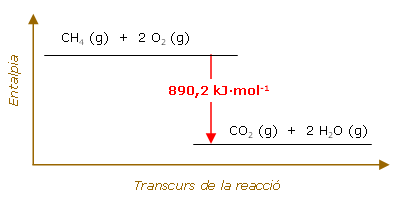
Diagrama entàlpic on s'han representat les entalpies de reactius (part superior) i productes (part inferior) i la variació de l'entalpia de la transformació (entalpia de reacció). L'eix vertical no duu escala perquè no es coneixen els valors absoluts de les entalpies d'un sistema. En aquest cas és una reacció exotèrmica (desprèn calor)

L'entalpia de reacció {\textstyle \Delta _{r}H} és la variació d'entalpia que es produeix quan té lloc una reacció química, i es correspon amb la calor {\displaystyle q_{P}} que s'absorbeix o desprèn durant la transformació si es duu a terme a pressió constant, que és la situació més habitual.
Les entalpies de reacció depenen de la temperatura, de la pressió i de l'estat dels reactius i productes. Per a comparar entalpies de reacció cal especificar les condicions experimentals. Per tal de tabular les dades s'escullen unes condicions determinades que s'anomenen condicions estàndard o tipus, simbolitzada amb un cercle, {\displaystyle \circ }, com a superíndex a la dreta del símbol {\displaystyle H}. En aquestes condicions l'entalpia de reacció estàndard {\displaystyle \Delta _{r}H^{\circ }} a P = cnt. correspon a:
{\displaystyle q_{P}=\Delta _{r}H^{\circ }=\sum H_{productes}^{\circ }-\sum H_{reactius}^{\circ }=\sum _{i}\nu _{i}{\bar {H_{i}^{\circ }}}}

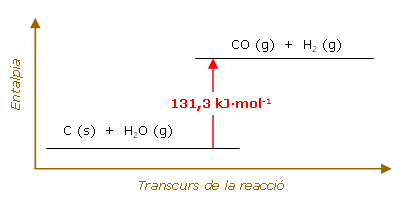
Diagrama entàlpic d'una reacció endotèrmica (absorbeix calor)

On {\displaystyle {\bar {H}}_{i}^{\circ }={H}_{i}^{\circ }/n_{i}} és l'entalpia parcial molar estàndard (J/mol) de l'espècie {\displaystyle i}-èsima que intervé a la reacció (reactiu o producte) i {\displaystyle \nu _{i}} el coeficient estequiomètric ({\displaystyle a,b,...}) de cada espècie a l'equació química (positiu per a productes i negatiu per a reactius). L'equació química hom pot representar-la com:
{\displaystyle aA+bB+\ldots \longrightarrow lL+mM+\ldots }
S'entén com a estat estàndard dels sòlids o líquids purs com la seva forma estable a 100 kPa (abans del 1982 el valor era 101 325 Pa 0 1 atm) i a una determinada temperatura {\displaystyle T}. Per exemple, l'estat estàndard de l’aigua a 25º C és l’aigua en fase líquida a la P = 100 kPa. Per a un gas es pren el gas a P = 100 kPa comportant-se idealment a la temperatura de treball. No s'empra habitualment la determinació directa de les entalpies de reacció, ja que no sempre són fàcils de determinar i a més a més caldrien moltes reaccions a tabular. L'estratègia implica definir entalpies de formació estàndard.

### Entalpia de formació estàndard
Entalpies de formació estàndard a 25 °C
(Estat: g = gasós; l = líquid; s = sòlid; aq = aquós)
| Compost químic      | Estat físic | Fórmula química | {\displaystyle \Delta _{f}H^{\circ }} (kJ/mol) |
| ------------------- | ----------- | --------------- | ---------------------------------------------- |
| Amoníac             | g           | NH₃             | –46,1                                          |
| Carbonat de sodi    | s           | Na₂CO₃          | –1 131                                         |
| Clorur de sodi      | s           | NaCl            | –411,12                                        |
| Hidròxid de sodi    | s           | NaOH            | –426,7                                         |
| Nitrat de sodi      | s           | NaNO₃           | –424,8                                         |
| Diòxid de sofre     | g           | SO₂             | –297                                           |
| Àcid sulfúric       | l           | H₂SO₄           | –814                                           |
| Diòxid de silici    | s           | SiO₂            | –911                                           |
| Diòxid de nitrogen  | g           | NO₂             | +33                                            |
| Monòxid de nitrogen | g           | NO              | +90                                            |
| Aigua               | l           | H₂O             | –285,8                                         |
| Aigua               | g           | H₂O             | –241,8                                         |
| Diòxid de carboni   | g           | CO₂             | –393,5                                         |

L'entalpia de formació estàndard d’un compost químic, {\displaystyle \Delta _{f}H^{\circ }}, és igual a la variació d’entalpia associada a la formació d’un mol del compost químic a partir dels seus elements químics en el seu estat estable a la P = 100 kPa i a la temperatura de l'experiment. Les entalpies de formació estàndard dels elements químics, en el seu estat més estable a 100 kPa i la temperatura emprada s'ha acordat donar-les el valor 0. En el cas de l'aigua líquida la reacció de formació és (ajustada de manera que el coeficient estequiomètric del producte sigui 1):
{\displaystyle H_{2}(g)+{\tfrac {1}{2}}O_{2}(g)\longrightarrow H_{2}O(l)\quad \Delta _{f}H^{\circ }=-285,8\,kJ/mol}
Aquest criteri no afecta els càlculs, ja que mai es calculen entalpies d'un sistema, sinó variacions d'entalpies de transformacions, de reaccions químiques. És per això que:
{\displaystyle \Delta _{f}H^{\circ }=\sum _{i}\nu _{i}{\bar {H}}_{i}^{\circ }={\bar {H}}_{compost}^{\circ }-\sum _{i}\nu _{i}{\bar {H}}_{element\,i}^{\circ }={\bar {H}}_{compost}^{\circ }}Amb aquest conveni resulta que l'entalpia de formació estàndard d'un compost és igual que l'entalpia estàndard de la seva reacció de formació. Aquesta relació permet trobar l'entalpia de reacció estàndard si es coneixen les de formació de les substàncies que intervenen en la reacció aplicant la llei de Hess:
{\displaystyle \Delta _{r}H^{\circ }=\sum \Delta _{f}H_{productes}^{\circ }-\sum \Delta _{f}H_{reactius}^{\circ }}

### Entalpia de combustió
Els composts orgànics en combinar-se amb l'oxigen s'oxiden completament i donen diòxid de carboni i aigua. Són reaccions molt exotèrmiques i la calor implicada s'anomena entalpia de combustió, que correspon a la diferència d'entalpies de productes i reactius. És una entalpia de reacció. Se simbolitza per {\displaystyle \Delta _{c}H^{\circ }}. Són valors que hom pot trobar-los tabulats.

### Variació de l'entalpia de reacció amb la temperatura. Llei de Kirchhoff
Per a qualsevol reacció química
{\displaystyle aA+bB+\ldots \longrightarrow lL+mM+\ldots }
l'entalpia de reacció es defineix com:
{\displaystyle \Delta H=\sum _{i}\nu _{i}{\bar {H}}_{i}}On {\displaystyle {\bar {H}}_{i}} és l'entalpia molar (kJ/mol) de l'espècie {\displaystyle i} que intervé a la reacció (reactiu o producte) i {\displaystyle \nu _{i}} el coeficient estequiomètric ({\displaystyle a,b,...}) de cada espècie a l'equació química (positiu per a productes i negatiu per a reactius). Per a conèixer la variació amb la temperatura de l'entalpia de reacció cal derivar respecte d'ella:
{\displaystyle {\frac {d\Delta H}{dT}}=\sum _{i}\nu _{i}{\frac {d{\bar {H}}_{i}}{dT}}}

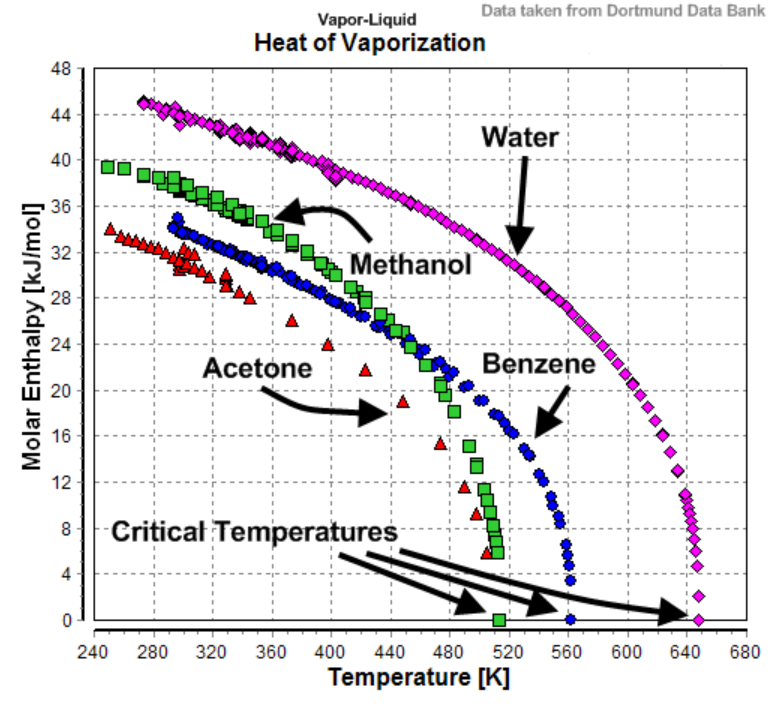
Entalpies d'evaporació de benzè, acetona, metanol i aigua en funció de la temperatura. S'observa que en tots els casos l'entalpia de vaporització disminueix en augmentar la temperatura

La variació de l'entalpia amb la temperatura és la capacitat calorífica a pressió constant:{\displaystyle {\frac {d{\bar {H}}}{dT}}=C_{p}}Per tant, substituint:
{\displaystyle {\frac {d\Delta H}{dT}}=\sum _{i}\nu _{i}C_{pi}}Ara hom pot integrar entre les temperatures {\displaystyle T_{1}} i {\displaystyle T_{2}}:
{\displaystyle \int _{T_{1}}^{T_{2}}d\Delta H=\int _{T_{1}}^{T_{2}}\sum _{i}\nu _{i}C_{pi}dT}{\displaystyle \Delta H(T_{2})=\Delta H(T_{1})+\int _{T_{1}}^{T_{2}}\sum _{i}\nu _{i}C_{pi}dT}Que és la llei de Kirchhoff, deguda al físic alemany Gustav Robert Kirchhoff (1824–1887) que la publicà el 1858, si bé C.C. Person havia arribat a un resultat semblant el 1851. Si les diferents capacitats calorífiques són constants amb la temperatura se simplifica a:
{\displaystyle \Delta H(T_{2})=\Delta H(T_{1})+(T_{2}-T_{1})\Delta C_{p}}

## Variació de la constant d'equilibri amb la temperatura
L'entalpia de reacció {\displaystyle \Delta _{r}H} està relacionada amb la variació de la constant d'equilibri {\displaystyle K} amb la temperatura. Hom pot escriure la relació entre la constant d'equilibri i l'energia de Gibbs de la reacció de la següent manera i derivar-la respecte de la temperatura:{\displaystyle {\frac {\Delta _{\rm {r}}G^{\circ }}{T}}=-R\ln K}{\displaystyle {\frac {\mathrm {d} (\Delta _{\rm {r}}G^{\circ })}{\mathrm {d} T}}=-R{\frac {\mathrm {d} \ln K}{\mathrm {d} T}}}

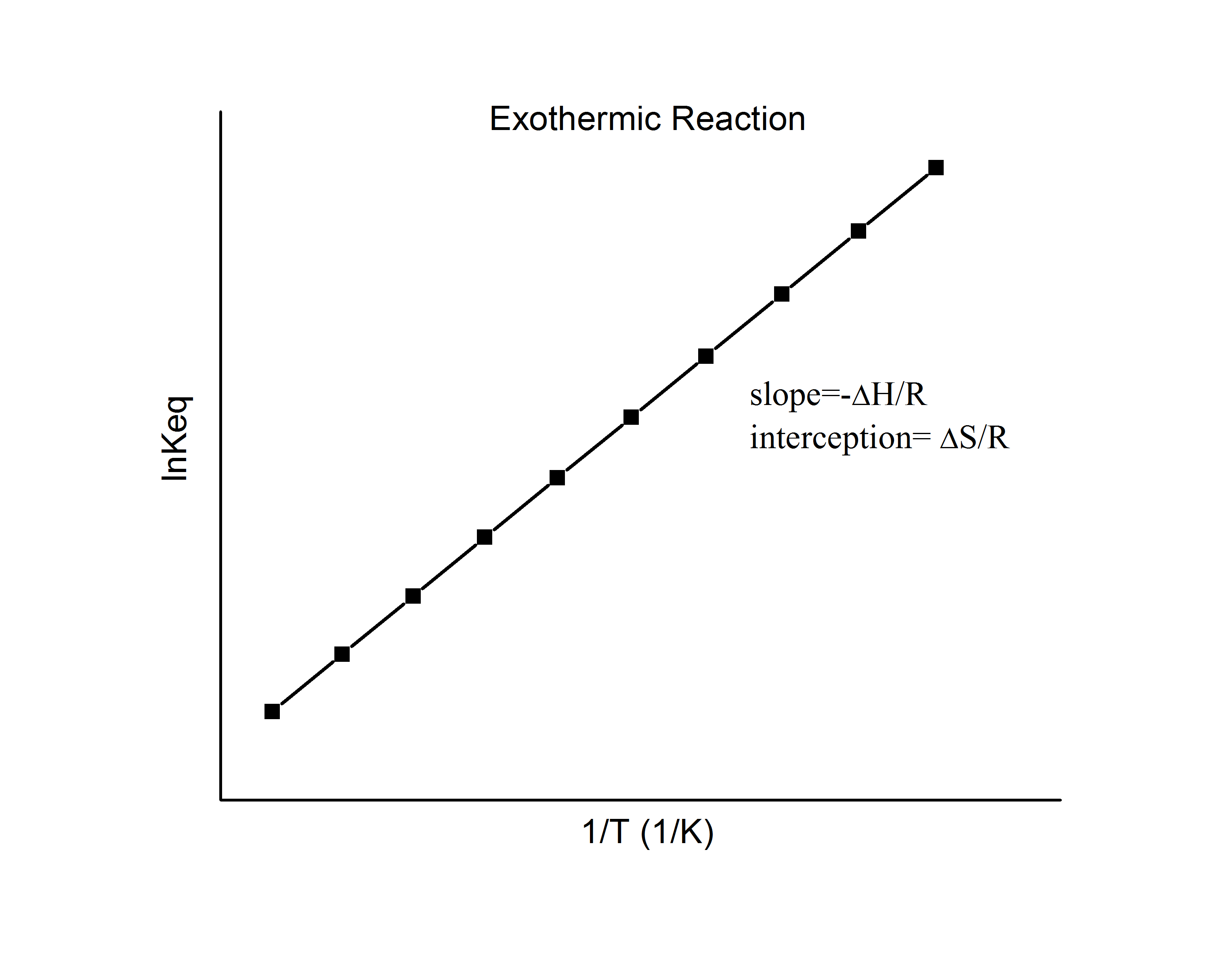
Representació gràfica del logaritme natural de la constant d'equilibri respecte de l'invers de la temperatura.

que, aplicant l'equació de Gibbs-Helmholtz, queda en funció de l'entalpia de reacció:{\displaystyle {\frac {\mathrm {d} \ln K}{\mathrm {d} T}}={\frac {\Delta _{\rm {r}}H^{\circ }}{RT^{2}}}}anomenada equació de Van 't Hoff o isòbara de Van 't Hoff deguda al químic neerlandès Jacobus Henricus van't Hoff.
Si s'assumeix que l'entalpia de reacció no varia amb la temperatura, la resolució d'aquesta equació diferencial condueix la següent relació:
{\displaystyle \ln \left({\frac {K_{2}}{K_{1}}}\right)={\frac {\Delta _{r}H^{\circ }}{R}}\left({{\frac {1}{T_{1}}}-{\frac {1}{T_{2}}}}\right)}
En aquesta equació {\displaystyle K_{1}} és la constant d'equilibri a la temperatura absoluta {\displaystyle T_{1}} i {\displaystyle K_{2}} és la constant d'equilibri a la temperatura absoluta {\displaystyle T_{2}} i {\displaystyle R} és la constant dels gasos.